# VH2
VH2 este o formație de pop rock din România, înființată în anul 2002 de foști membri ai grupurilor Holograf și Krypton.

## Biografie
În 2002, Gabriel Cotabiță (solist vocal) și Mihai Pocorschi (chitară și voce), care au mai cântat împreună în formația Holograf în prima jumătate a anilor '80, se întâlnesc într-o emisiune unde sunt invitați, și le vine ideea înființării unei trupe, care să le aducă revenirea pe piața muzicală românească, după o lungă perioadă în care nu s-a auzit nimic de ei. Gabriel Cotabiță era binecunoscut publicului pentru cariera solo de succes, iar Mihai Pocorschi era cunoscut publicului și în calitate de compozitor al multor cântăreți, iar în 1990 a compus imnul echipei naționale de fotbal a României pentru Campionatul Mondial de Fotbal din Italia.
Numele formației a fost ales VH2, de la „Vechiul Holograf”, urmat de „2”, „deoarece numele VH1 a fost luat”. Ulterior, li se alătură: Cătălin „Tuță” Popescu (claviaturi, voce), Gabriel Golescu (chitară) și Răzvan „Lapi” Lupu (baterie, voce), toți foști membri ai grupului Krypton, Eugen „Soe” Sonia (bas), fost component în Holograf, și Aristides „Ati” Panaitescu-Alegria (percuție).
În vara anului 2002, apare primul lor album, Greatest Hits, și prima piesă în promovare, „Trece vremea”, care are și un videoclip. Această piesă va avea o mare longevitate în toate topurile. Numele Greatest Hits este inedit pentru un album de debut al unei formații, însă, în cazul VH2, acest nume reflectă faptul că este vorba de un super-grup, format din muzicieni cu experiență. Albumul include melodiile „Balada controlorului” și „Păsări de fum”, piese compuse de Pocorschi în vremea când acesta era membru Holograf și apărute pe primul disc Holograf, în anul 1983.
La sfârșitul anului 2002, apare videoclipul piesei „Mai stai”, care în iunie 2003 este nominalizat la premiile MTV România, secțiunea rock.
În 2003 Aristides „Ati” Panaitescu-Alegria pleacă la formația Mandinga, iar locul acestuia este luat de Cătălin Cățoiu (cu numele de scena „Țeavă”). În vara aceluiași an, ei lansează cel de-al treilea videoclip de pe albumul Greatest Hits, la piesa „Fiecare zi fără tine”. Scenariul videoclipului presupune apariția mai multor vedete din showbiz-ul românesc, care cântă în locul lui Cotabiță, întrucât acesta întârzie la concert.

În 2004, VH2 lansează un nou material discografic intitulat Dacă n-ai iubi. Practic, noul material include toate piesele albumului Greatest Hits, plus o piesă nouă, cea care dă titlul albumului și care va fi ilustrată ulterior printr-un videoclip. Melodia „Dacă n-ai iubi” urcă vertiginos în topurile muzicale de specialitate. Mai târziu, Gabriel Golescu este înlocuit de Eugen Caminschi.
În 2005, VH2 compune o nouă piesă care intră în coloana sonoră a telenovelei Numai iubirea. De asemenea, ei lansează un concurs prin care publicul alege titlul piesei, iar titlul ales este „Departe de noi”.
În 2009, Eugen Caminschi părăsește formația, iar locul lui va fi luat de Vladimir Pocorschi, fiul lui Mihai.
În 2011, după câteva amânări, apare al treilea album, cu numele 2. Albumul primește premiul pentru cel mai bun album din partea Radio România Actualități.
În 2014, este lansat albumul 3: Live în Garaj, înregistrat în cadrul concertului aniversar susținut de formație în Garajul Europa FM în anul 2012, cu ocazia împlinirii a 10 ani de activitate.
În 2016, apare o piesă nouă, „Dor de voi”. În septembrie 2018, Gabriel Cotabiță părăsește grupul, rolul de solist vocal principal fiind luat de Mihai Pocorschi. În mai 2019, este lansat single-ul „Nu mă uita”. Cotabiță revine în trupă pentru un concert: aniversarea de 20 de ani (17 februarie 2002, Hard Rock Cafe, București).

## Discografie
- Greatest Hits (CD/MC, Nova Music Entertainment, 2002)
- Dacă n-ai iubi (Greatest Hits) (CD/MC, Nova Music Entertainment, 2004)
- 2 (CD, Cat Music, 2011)
- 3: Live în Garaj (CD, Roton, 2014)

## Hituri
- „Trece vremea” (2002)
- „Mai stai” (2003)
- „Fiecare zi fără tine” (2003)
- „Nu-mi mai pasă” (2003)
- „Dacă n-ai iubi” (2004)
- „Departe de tine” (2005)
- „Atunci când ai plecat” (2006)
- „Follow Me” (2008)
- „Imposibila uitare” (2010)
- „Stele în palma ta” (2011)